# Torenpleinkerk
De Torenpleinkerk is een protestants kerkgebouw aan de Schoolstraat in het dorp Vleuten binnen de Nederlandse gemeente Utrecht.

## Geschiedenis
De oudste vermelding van een kerk in Vleuten stamt uit 1224. De kerk moet dus daarvoor al enige tijd hebben bestaan. Kerk en parochie waren gewijd aan de heilige Willibrord, de eerste bisschop van Utrecht, levend in de zevende en achtste eeuw, die uitgezonden was naar Nederland om daar de christelijke godsdienst te vestigen. Rond 1300 werd een stenen kerk gebouwd. Het was een driebeukige kerk met een drievoudig koor in gotische stijl. De zijbeuken waren naar het westen doorgetrokken zodat ze de toren flankeerden. 

In 1580 werd de kerk geconfisqueerd door de overheid om als protestantse kerk in gebruik te worden genomen. Katholieke erediensten werden officieel verboden en konden daarom alleen op onopvallende plaatsen buiten de bebouwde kom worden gehouden. De Vleutense rooms-katholieke statie (een soort schuilkerk) bevond zich op het Hoog, ongeveer een kilometer ten westen van het dorp. Pas in de tweede helft van de negentiende eeuw konden de rooms-katholieken (die een aanzienlijke meerderheid van de Vleutense bevolking vormden) weer kerkdiensten binnen de bebouwde kom houden. Aan de oostelijke rand ervan bouwden zij een nieuw kerkgebouw met spitse toren, de Sint-Willibrorduskerk.

In 1831 werd de oude (Nederlandse-hervormde) Willibrordkerk ingrijpend verbouwd. Een tweetal traveeën werd afgebroken, waardoor de toren los kwam te staan van de kerk. De rest van de kerk werd verbouwd tot een vierkante zaalkerk met koepeldak. Het oude priesterkoor was al eerder afgebroken. Hierna komt de naam Torenplein in zwang voor het dorpsplein met losse toren, hoewel die naam nooit officieel werd.

In 1866 werd een orgel gekocht dat was gebouwd door Gideon Thomas Bätz in 1809 en afkomstig was uit de remonstrantse kerk aan de Kromme Nieuwegracht in Utrecht. 

In 1971 was de kerk aan restauratie toe. Men besloot deze kerk zijn middeleeuwse uiterlijk terug te geven. Het koepeldak werd verwijderd en de gesloopte traveeën werden herbouwd, zodat toren en kerk nu weer één geheel vormen. Het interieur is eigentijds, echter met behoud van de preekstoel en het Bätz-orgel uit het vorige kerkgebouw.

In 1974 werden de middeleeuwse delen van de kerk (de toren en de naast de toren gelegen delen van de kerk) opgenomen in de lijst van Rijksmonumenten.
Ook het orgel uit 1809 is een rijksmonument. Gelijktijdig met de kerkrestauratie in de jaren 1970 is dit orgel gerestaureerd.

In 2017 is wederom besloten tot restauratie van dit orgel, waarbij het de bedoeling is dat de makelij en de klank van dit orgel zo dicht mogelijk komen bij die van 1809. Ter voorbereiding hiervan is in 2016 een grondig historisch onderzoek verricht.De restauratie van het orgel is in 2019 uitgevoerd door orgelmaker Van Rossum uit Wijk en Aalburg.

In september 2001, bij de fusie van de hervormden en gereformeerden in Vleuten en De Meern, kreeg deze kerk, die vanwege zijn rooms-katholieke verleden ook wel Oude Sint-Willibrordkerk wordt genoemd, de naam Torenpleinkerk. Deze kerk is een van de twee kerkgebouwen van de Protestantse Gemeente Vleuten-De Meern; het andere is de Marekerk in De Meern.